# Oláhzsákod
Oláhzsákod (románul: Jacu), falu Romániában, Maros megyében.

## Története
Fehéregyháza község része. A trianoni békeszerződésig Kis-Küküllő vármegye Erzsébetvárosi járásához tartozott.

## Népessége
2002-ben 15 lakosa volt, ebből 13 román és 2 cigány nemzetiségű.

## Vallások
A falu lakói ortodox hitűek.